# 주한 아랍에미리트 대사관
주한 아랍에미리트 대사관(아랍어: سفارة دولة الإمارات العربية المتحدة لدى جمهورية كوريا, 영어: UAE Embassy in Seoul)은 대한민국 서울특별시 용산구 한남동 5-5에 위치하고 있는 아랍에미리트 대사관이다. 현직 주한 아랍에미리트 대사는 압둘라 사이프 알누아이미 (Abdulla Saif Al Nuaimi, عبدالله سيف النعيمي)이다.

## 역사
대한민국은 1971년 12월 10일에 아랍에미리트를 주권 국가로 승인했으며 아랍에미리트는 1980년 6월 18일에 대한민국과 수교했다. 대한민국 정부는 1980년 12월 5일에 아랍에미리트 아부다비에 주아랍에미리트 대한민국 대사관을 설립했고 아랍에미리트 정부는 1987년 3월 3일에 대한민국 서울에 주한 아랍에미리트 대사관을 설립했다.

## 주요 업무
주요 업무는 대한민국 정부와의 외교·교섭, 투자 유치 활동, 대한민국 거주 아랍에미리트 국민의 보호 육성, 외교 정책 홍보, 문화, 학술, 체육 협력, 여권, 입국 사증 발급 및 영사 확인 업무 등이다.

## 같이 보기
- 대한민국-아랍에미리트 관계
- 주아랍에미리트 대한민국 대사관
- 주두바이 대한민국 총영사관
- 아랍에미리트의 재외공관 목록
- 대한민국 주재 외국공관 목록